# Mühlendamm (Lübeck)

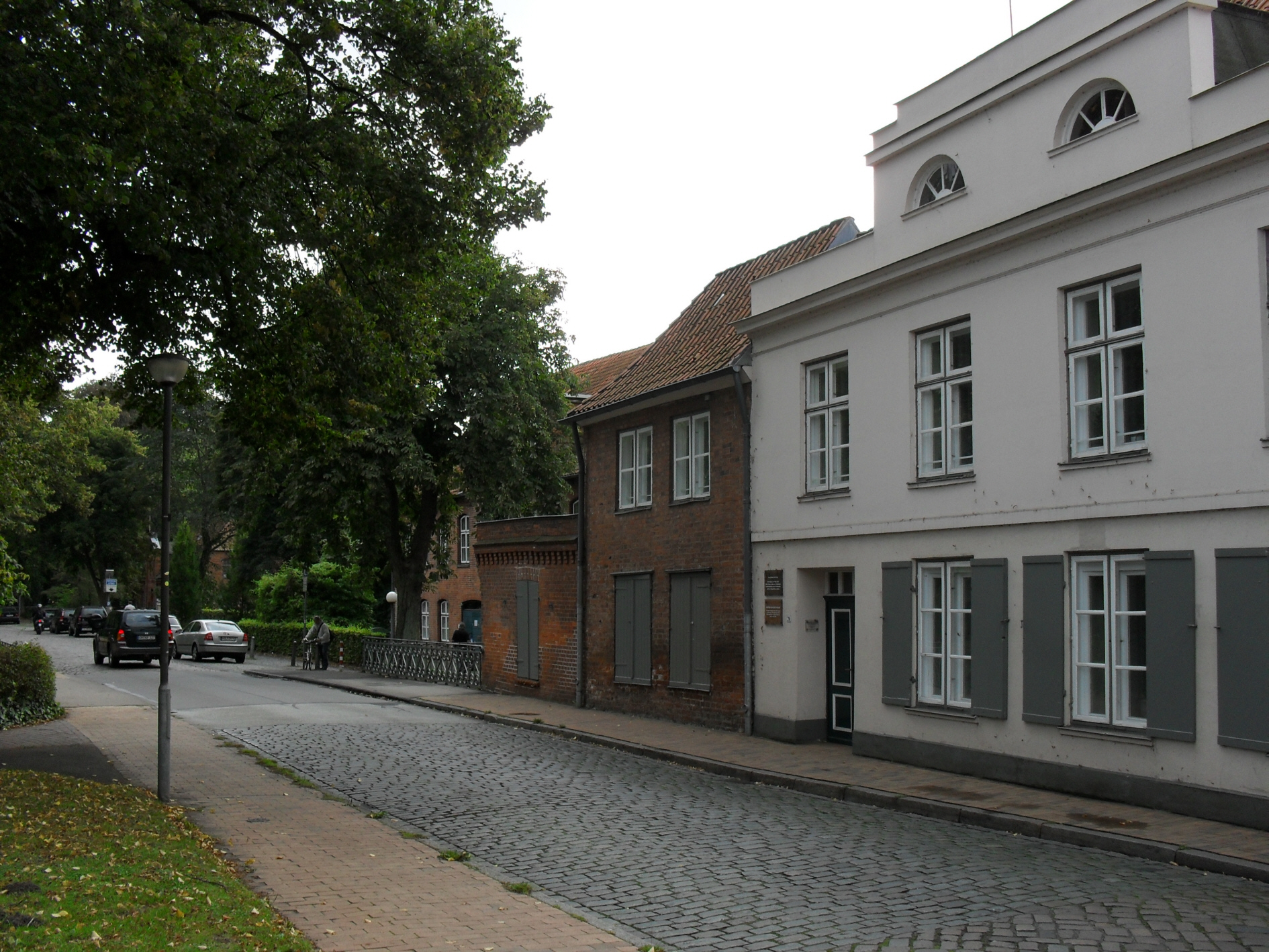
Der Mühlendamm; Blick in Richtung Süden

Der Mühlendamm ist eine Straße der Lübecker Altstadt.    

## Lage
Der Mühlendamm befindet sich im südwestlichen Teil der Altstadtinsel (Marien Quartier) und verläuft in annähernder Nord-Süd-Richtung. Er nimmt seinen Anfang am Zusammentreffen von Großem Bauhof und Kleinem Bauhof unterhalb der Domtürme, passiert das Archiv der Hansestadt Lübeck, geht dann hinter der Einmündung der Musterbahn am Lütgendorff-Park in den eigentlich namengebenden Mühlendamm über, der den Mühlenteich aufstaut, und endet schließlich mit der Einmündung in die Wallstraße.

## Geschichte
Der Mühlendamm wurde 1290 aufgeschüttet, um Wasserstau und Bauplätze für die neuen städtischen Wassermühlen zu schaffen, welche die bisherigen Mühlen auf der Mühlenbrücke ersetzten. Der Mühlendamm war über nahezu siebenhundert Jahre, bis in die 1950er Jahre, Standort der städtischen Mühlen, deren jüngste Bauten aus dem späten 19. Jahrhundert noch vorhanden sind.
1615 ist De grote Molendamm erstmals als Straßenname urkundlich belegt. Die heutige Bezeichnung ist seit 1852 amtlich festgelegt.

## Bauwerke

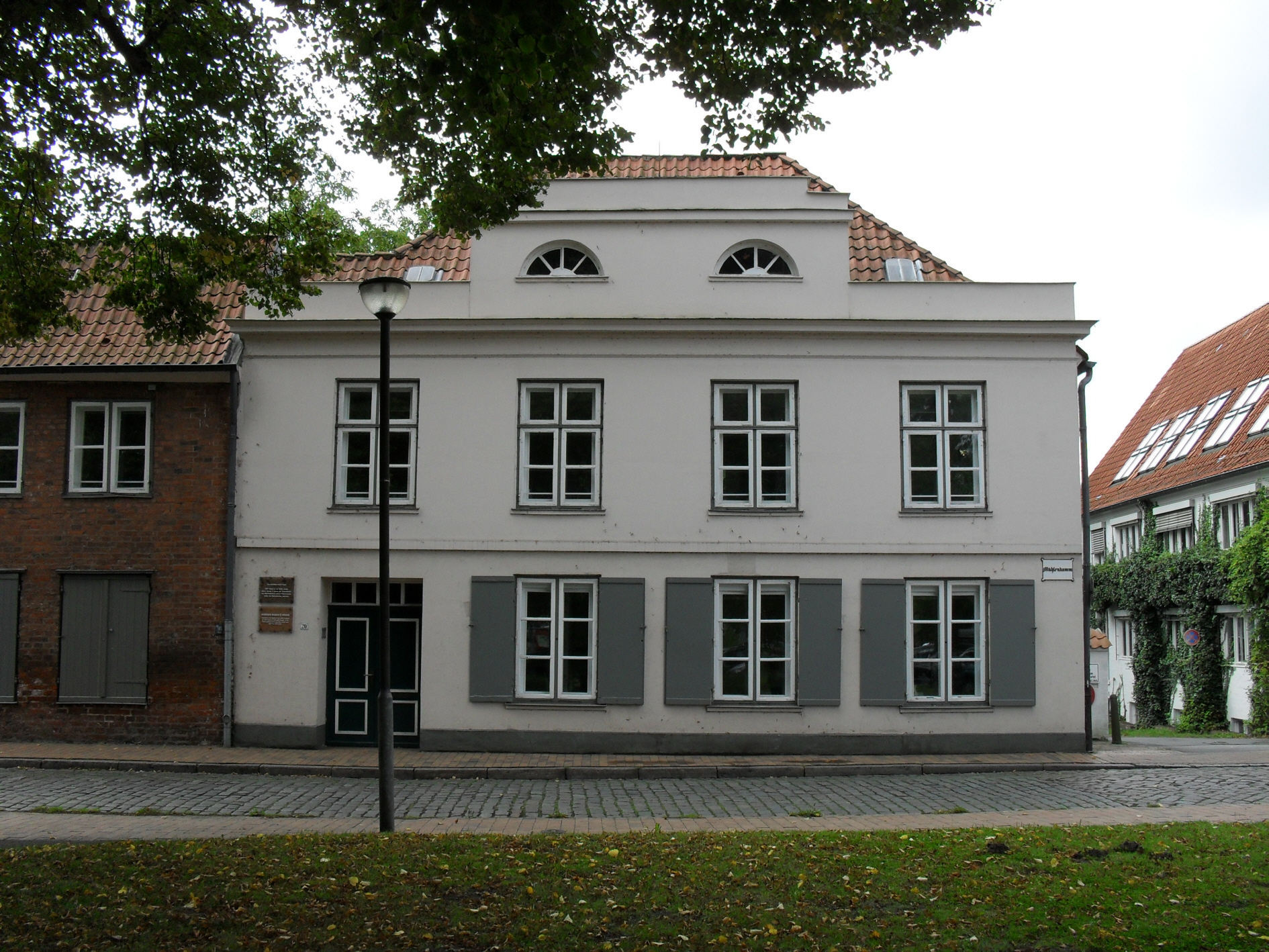
Das Haus Mühlendamm 20

Das Haus Mühlendamm 20 besteht aus einer gemeinsamen verputzten klassizistischen Fassade von 1825, die zusammenfassend zwei Häusern vorgesetzt wurde. Die beiden Gebäude, die auf die Jahre 1550 bis 1559 zurückgehen, dienten ursprünglich dem Torwächter des Mühlendamms und einem städtischen Pulvermacher, später einem Beamten der Malzmühle als Dienstwohnungen. Das Äußere des Hauses steht seit 1976 unter Denkmalschutz.